# CCTV-8
CCTV-8 es la octava cadena de televisión nacional de la República Popular de China. Pertenece a la red de la CCTV (en mandarín 中国中央电视台, en inglés CCTV). Es una sociedad dependiente del Consejo de Estado de la República Popular de China, una de las principales instancias gubernamentales del país. 
Esta cadena se dedica enteramente a la ficción y a los espectáculos. Retransmite, en particular, óperas chinas y conciertos de música tradicional.